# Gorgonea Quarta
Gorgonea Quarta (omega Persei) is een ster in het sterrenbeeld Perseus.